# Större falknattskärra
Större falknattskärra (Chordeiles minor) är en nord- och centralamerikansk fågel i familjen nattskärror.

## Kännetecken

### Utseende
Falknattskärror är liksom övriga nattskärror kryptiskt tecknade i brunt, grått, vitt och svart men har karakteristiskt lång kluven stjärt och glider i snedställda vingar med knickad knoge. Större falknattskärra är mellan 23 och 25,5 centimeter i längd och har svarta obandade handpennor med ett vitt tvärband halvvägs mellan knogen och spetsen, längre in än den i övrigt lika sydligare och västligare mindre falknattskärran. Hanen har även en tydlig vit strupfläck som hos honan är mindre och beigefärgad.

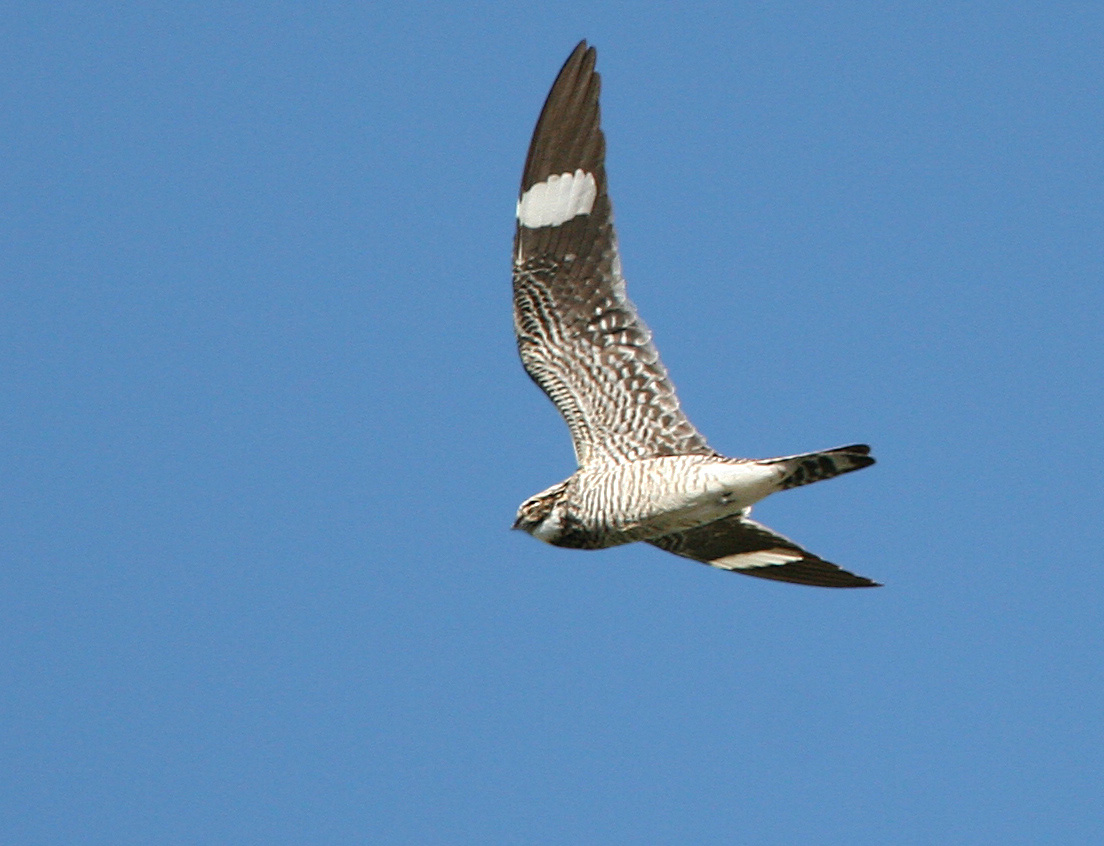
I flykten uppvisande de karakteristiska vita vingfläckarna.

### Läten
Från hanen hörs ett raspande, nasalt och elektriskt "beeezrh". Honan är mestadels tyst, men kan avge låga kluckande läten.

## Utbredning och systematik
Större falknattskärra delas in i åtta underarter med följande utbredning:
- Chordeiles minor minor – centrala och södra Kanada till norra och nordöstra USA
- Chordeiles minor hesperis – sydvästra Kanada och västra USA
- Chordeiles minor sennetti – sydcentrala Kanada och nordcentrala USA
- Chordeiles minor howelli – väst- och sydcentrala USA
- Chordeiles minor henryi – sydvästra USA och nordcentrala Mexiko, övervintrar i Colombia
- Chordeiles minor asserriensis – sydcentrala USA till nordligaste Mexiko (norra Tamaulipas)
- Chordeiles minor chapmani – sydöstra USA
- Chordeiles minor panamensis – östra Honduras, Belize och Nicaragua till Panama

Arten är en sällsynt gäst i Europa med fynd i Storbritannien, Irland och Azorerna.

## Levnadssätt
Större falknattskärra är vanlig kring fält, dammar, skogsgläntor och andra öppna områden, till och med över byar och städer. Den är mestadels nattaktiv, men ses till skillnad från de flesta nattskärror även dagtid flyga rätt högt upp på jakt efter insekter. Fågeln ses mestadels enstaka, men kan också forma lösa grupper.

## Status och hot
Arten har ett stort utbredningsområde och en stor population, men tros minska i antal, dock inte tillräckligt kraftigt för att den ska betraktas som hotad. IUCN kategoriserar därför arten som livskraftig (LC). Världspopulationen uppskattas till 16 miljoner häckande individer.